# Lylat Wars
Lylat Wars (jap. スターフォックス64 Sutā Fokkusu Rokujūyon; ang. nazwa poza Europą i Australią Star Fox 64) – rail shooter wydany przez Nintendo w roku 1997 na konsolę Nintendo 64. Jest to reboot gry Starwing. Gra ta doczekała się remaku o tytule Star Fox 64 3D na konsolę Nintendo 3DS.
Gra zebrała pozytywne oceny za dubbing, wiele możliwych zakończeń i stronę wizualną.